# Bronzeflügeltaube

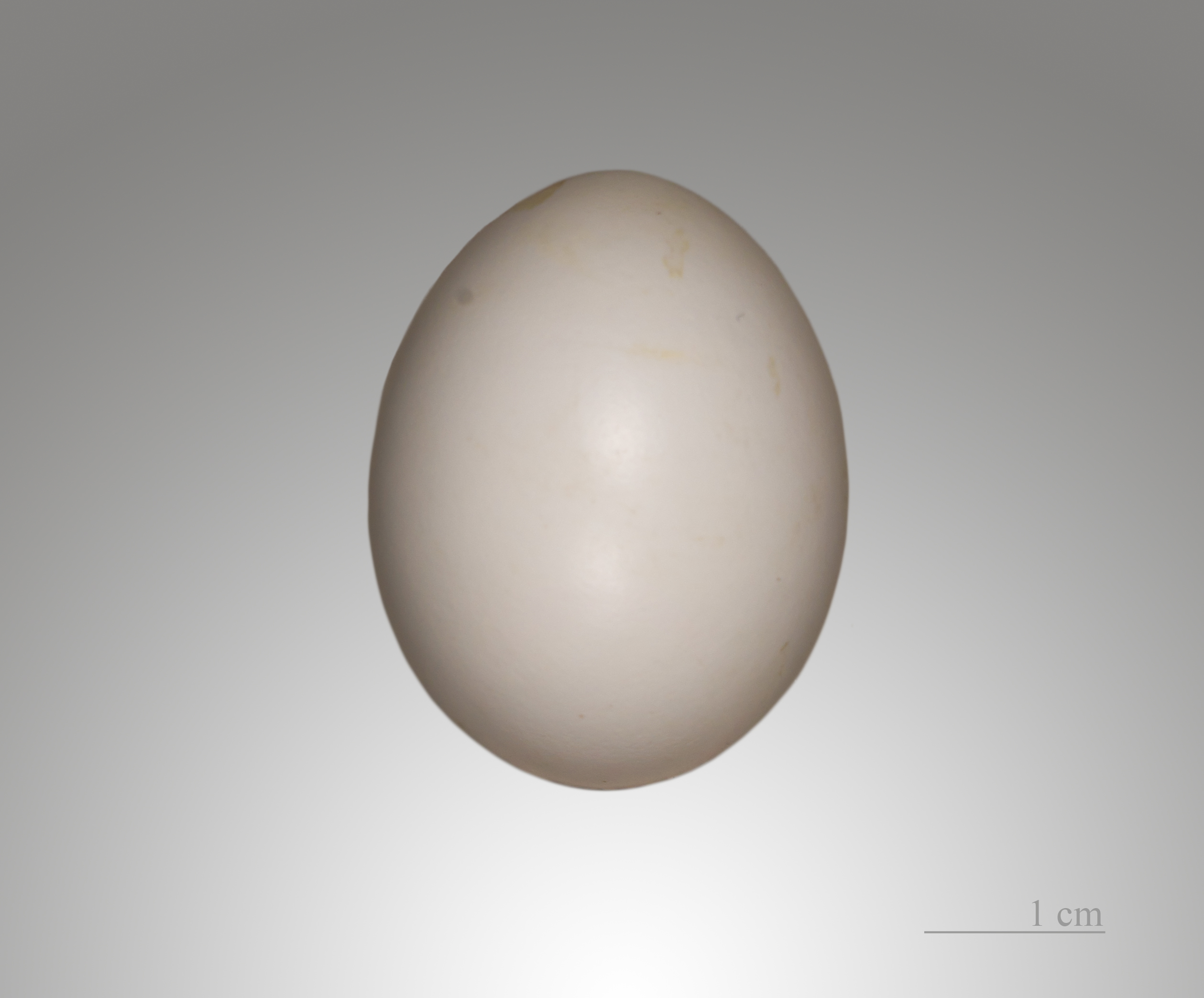
Ei der Bronzeflügeltaube

Die Bronzeflügeltaube (Phaps chalcoptera) ist eine Art aus der Gattung der Bronzeflügeltauben (Phaps) innerhalb der Familie der Tauben (Columbidae). Sie kommt mit drei Unterarten ausschließlich in Australien vor. Ihren Namen verdankt sie den Flecken auf ihren Flügeldecken. Diese Flecken schimmern je nach Lichtverhältnissen grün, türkis, bronzefarben bis purpur.

## Erscheinungsbild
Die Bronzeflügeltaube erreicht eine Körperlänge von 33 bis 35 Zentimetern und ist damit die größte Art innerhalb der Gattung der Bronzeflügeltauben. Ihre Größe entspricht in etwa der einer Haustaube, allerdings ist ihre Körpergestalt etwas gedrungen. Der Kopf ist im Verhältnis zur Körpergröße klein. Der Geschlechtsdimorphismus ist nur gering ausgeprägt.
Die Männchen der Bronzeflügeltaube haben eine hell ockerfarbene Stirn. Der Oberkopf und der Nacken sind braun. Von der Schnabelbasis verläuft ein dunkler Streif zum Auge. Über das Auge und unterhalb vom Auge zum Ohrfleck verlaufen je ein weißer Streifen. Die Wangen und die Halsseiten sind bläulichgrau. Die Kehle ist grauweiß bis weiß. Der Mantel und der Rücken sind dunkelbraun. Die einzelnen Federn weisen blasse gelbbraune Säume auf, so dass das Gefieder der Körperoberseite stark gesprenkelt wirkt. Die Brust ist matt weinrot. Die Unterschwanzdecken sind grau. 
Die äußeren Flügeldecken sind blaugrau und haben große, bronzegrün bis bronzerot schillernde Flecken. Diese sind auf den geschlossenen Flügeln in Querreihen angeordnet. Der Schnabel ist dunkelgrau, die Füße sind rötlich. 
Weibchen unterscheiden sich von den Männchen durch eine etwas grauere Stirn. Ihnen fehlt der Glanz auf dem Oberkopf und ihre Flügeldecken glänzen eher grünlich.

## Verbreitungsgebiet und Lebensraum
Die Bronzeflügeltaube ist in mehreren Unterarten in großen Teilen Australiens sowie auf Tasmanien verbreitet. Sie ist unter den Bronzeflügeltauben die Art, die die größte Bindung an Wald aufweist. Sie besiedelt jedoch auch offenes Gelände mit Sträuchern und Bäumen sowie landwirtschaftliche Nutzflächen. Sie ist auf frisches Wasser angewiesen, hält sich aber nicht unbedingt in der Nähe von Wasserstellen auf. Bronzeflügeltauben fliegen häufig mehrere Kilometer zur Wasseraufnahme.

## Verhalten
Die Bronzeflügeltaube ist stark an ein Leben auf dem Boden angepasst. Sie sucht ausschließlich hier ihre Nahrung, die überwiegend aus Samen besteht. Zum Nahrungsspektrum gehört mittlerweile der in Australien eingeführte Weizen sowie Akaziensamen und der Samen der Baumart Gastrolobium bilobum, der für zahlreiche andere Tiere giftig ist. Das Gift dieser Pflanze wird von der Bronzeflügeltaube in Eingeweiden sowie Knochen abgelagert. Neben Sämereien werden in geringem Umfang auch kleine Schnecken sowie Insekten verzehrt.
Ihre Aktivitätshöhepunkte liegen am frühen Morgen und am späten Nachmittag. Die heiße Tageszeit verbringt sie im Schatten entweder auf der Erde oder auf einem niedrigen Ast ruhend. Das Nest wird auf horizontalen Astgabeln errichtet. Es hat einen Durchmesser von durchschnittlich 25 Zentimetern und eine Dicke von sieben bis 10 Zentimetern.

## Haltung in menschlicher Obhut
Die Bronzeflügeltaube wurde in Europa erstmals 1844 im Zoo von Amsterdam gezeigt. Die Erstzucht erfolgte 1863 in Frankreich. Sie gelten heute als eine gut zu haltende Wildtaube, die bei einer artgerechten Volierenhaltung ein hohes Alter erreicht. Sie gilt als sehr gut mit anderen Tauben vergesellschaftbar. Es dürfen allerdings nie eine größere Anzahl von Männchen als Weibchen in der Voliere sein. Ein aggressives Verhalten zeigt sie lediglich gegenüber der mit ihr nah verwandten Buschtaube. Sie ist für ihre Überwinterung in Mitteleuropa auf Schutzräume angewiesen.